# Jaysingpur
 (mars 2024).
Jaysingpur, est une ville et un conseil municipal du district de Kolhapur dans l'État indien du Maharashtra. Lors du recensement de l'Inde de 2011, sa population s'élève à 48 510 habitants.